# Amtsgericht Gera

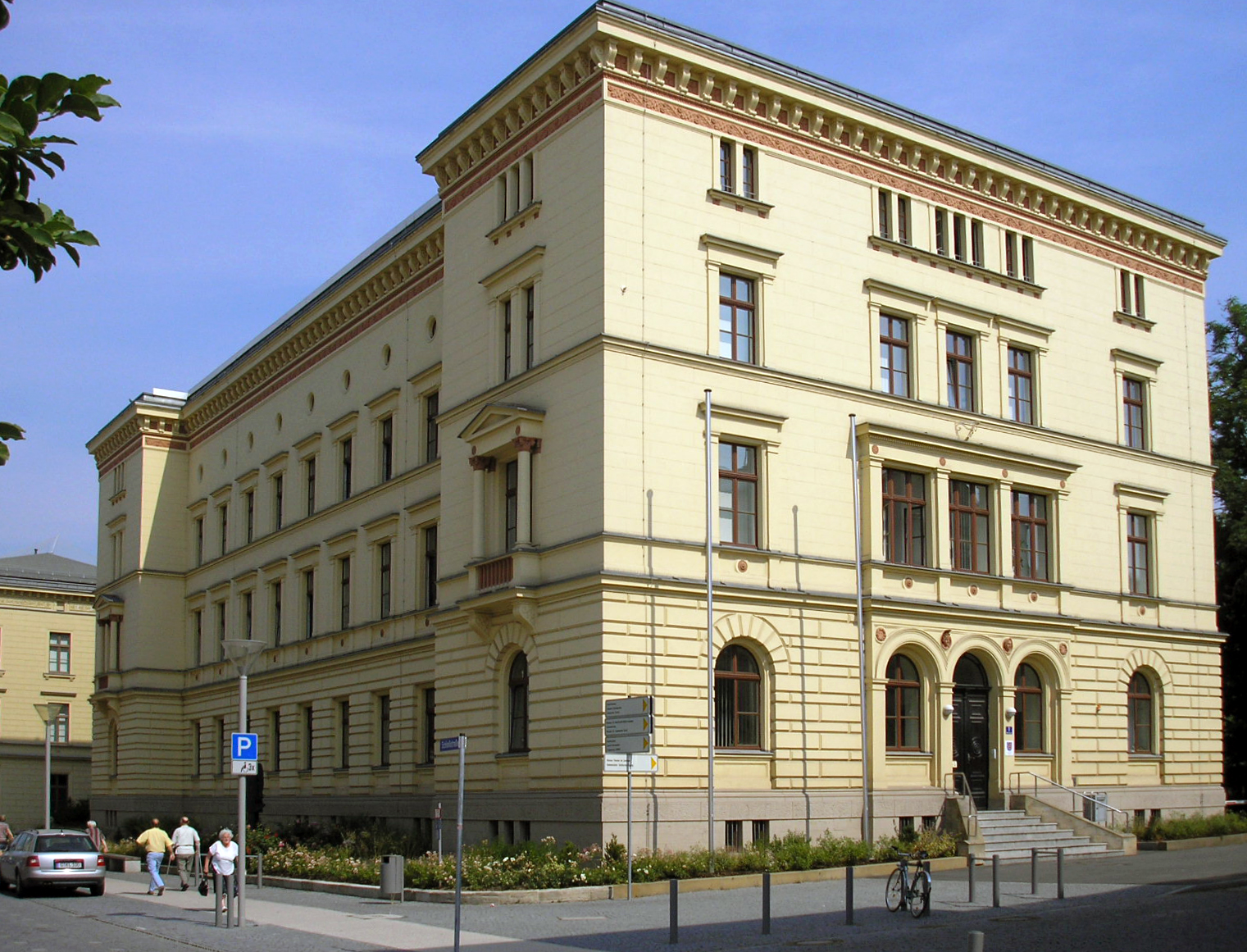
Amtsgericht Gera (2006)

Das Amtsgericht Gera ist ein deutsches Gericht der Ordentlichen Gerichtsbarkeit mit Sitz in Gera in Thüringen.

## Geschichte

### 1879 bis 1952
In Gera bestand im Fürstentum Reuß jüngerer Linie das Kreisgericht Gera und zwei Justizämter (Gera I und II). Im Rahmen der Einführung der Reichsjustizgesetze wurde 1879 das Kreisgericht Gera sowie die Justizämter aufgelöst und seine Aufgaben gingen auf das Landgericht Gera und die Amtsgerichte Gera und Hohenleuben über. Das Amtsgericht Gera war nun dem Landgericht Gera und dieses dem Oberlandesgericht Jena nachgeordnet. Mit der Bildung des Landes Thüringen war eine Neuordnung der thüringischen Amtsgerichtsbezirke zum 1. Oktober 1923 verbunden. Das Amtsgericht Gera war davon jedoch nicht betroffen. In der SBZ wurde mit dem SMAD-Befehl Nr. 49 vom 4. September 1945 die Gerichtsorganisation festgelegt. Es sollten diejenigen Gerichte wiederhergestellt werden, die am 30. Januar 1933 bestanden hatten. Das Kontrollratsgesetz Nr. 4 vom 30. Oktober 1945 bestätigte diese Regelung. In Gera bestanden das Landgericht Gera und das Amtsgericht Gera. Das übergeordnete Oberlandesgericht Jena wurde am 7. August 1945 nach Gera verlegt, wodurch in Gera für einige Jahre Gerichte aller drei Instanzen bestanden. Da das Oberlandesgericht in das Gebäude des Landgerichtes zog, zog dieses in die oberen Stockwerke des Amtsgerichtsgebäudes. Im Jahre 1950 wurde das Oberlandesgericht nach Erfurt verlegt. Direkt nach dem Krieg erfolgte die Gleichschaltung der Justiz.
Mit dem DDR-Gerichtsverfassungsgesetz von 1952 wurden die bisherigen Gerichte abgeschafft und durch Bezirks- und Kreisgerichte ersetzt. In Gera entstand das Kreisgericht Gera, das Amtsgericht wurde aufgehoben.

### Seit 1993
Mit dem Thüringer Gerichtsstandortgesetz vom 16. August 1993 wurde das Kreisgericht aufgelöst und das Amtsgericht Gera wieder geschaffen.

## Aufgaben
Das Amtsgericht Gera ist neben den regulären Aufgaben eines Amtsgerichtes für folgende Aufgaben und Verfahren zuständig:
- konzentrierte Zuständigkeit im Landgerichtsbezirk Gera für Insolvenzverfahren
- Haftgericht für die Amtsgerichtsbezirke Gera, Altenburg und Greiz

## Personal
Im Jahre 1936 bestand das Amtsgericht aus einem Direktor und acht Amtsgerichtsräten, drei Assessoren, neun Justizamtmänner, elf Justizinspektoren, vier Justizobersekretären, zwei Bürosekretären, vier Obergerichtsvollzieher, vier Kanzleiobersekretäre, einem Kanzleisekretär, vier Gerichtsoberwachtmeistern und einen Hauswart. Im Jahre 2007 waren beim Amtsgericht Gera 145 Mitarbeiter tätig. Dazu zählten 24 Richter, 28 Rechtspfleger, 74 Beamte des mittleren Justizdienstes, zehn Justizangestellte und zehn Gerichtsvollzieher.

## Gebäude
Das Amtsgericht hatte seinen Sitz im sogenannten „Landhaus“ an der Schloßstraße, an der Stelle des heutigen Landgerichtsgebäudes. Am 1. April 1891 erwarb der Fürstlich Reußische j. L. Staatsfiskus von der Geraer Bank Aktiengesellschaft das Bankgebäude Schloßstraße 22 für 390.000 Mark. Dieses Gebäude wurde seither als Amtsgerichtsgebäude genutzt. Als Gerichtsgebäude hatte das Kreisgericht die Villa Münch/Ferber in der Clara-Zetkin-Straße 11 zugewiesen bekommen. Entsprechend hatte das Amtsgericht ab 1993 übergangsweise ebenfalls dort seinen Sitz, bis es im November 1997 in das historische Amtsgerichtsgebäude zurückkehrte.

## Richter
- Eduard Mehlhorn (1879–1888)
- Heinrich Hertwig (1879–1881)
- Hugo Stöckel
- Daniel Jahn